# Praia da Taíba
Praia de Taíba, no litoral oeste do Ceará.
A Praia da Taíba é uma praia do estado brasileiro do Ceará. Está localizada a 76 km de Fortaleza no município de São Gonçalo do Amarante. Apresenta 10 km de extensão, com uma faixa larga de areia, dunas e recifes de arenitos, possuindo muitas falésias com reentrâncias formadas pelo hidrodinamismo das marés.

## Toponímia
O topônimo "Taíba" se classifica como fitotopônimos, ou seja, é uma denominação de lugar designativos de índole vegetal. O nome traduz-se por taí = ácido, azedo + yba = fruto, ou lugar donde se obtém certa espécie de fruta ácida.

## Características
O ponto central da praia é a chamado de "Taibinha", é bastante extensa e repleta de coqueirais e boa para longas caminhadas. Esse ponto é marcado pelo mar agitado que atrai surfistas, enquanto a cinco quilômetros do centro se encontra uma lagoa ideal para um banho e, por apresentar vento constante, é um dos lugares preferidos para os praticantes do kitesurf.
Localizada no município de São Gonçalo do Amarante, se destaca por ser uma cidade pacata e receptiva que preserva as grandes vilas de pescadores e seus artesãos. Atualmente é um dos pontos turísticos preferidos do Ceará. A população está em torno de dois mil e seiscentos habitantes e vive em função da pesca e do turismo.
A praia oferece condições para a prática de sandboard, windsurf e surf. Outro atrativo é o festival gastronômico do escargot que ocorre anualmente desde 1998.

## Usina eólica

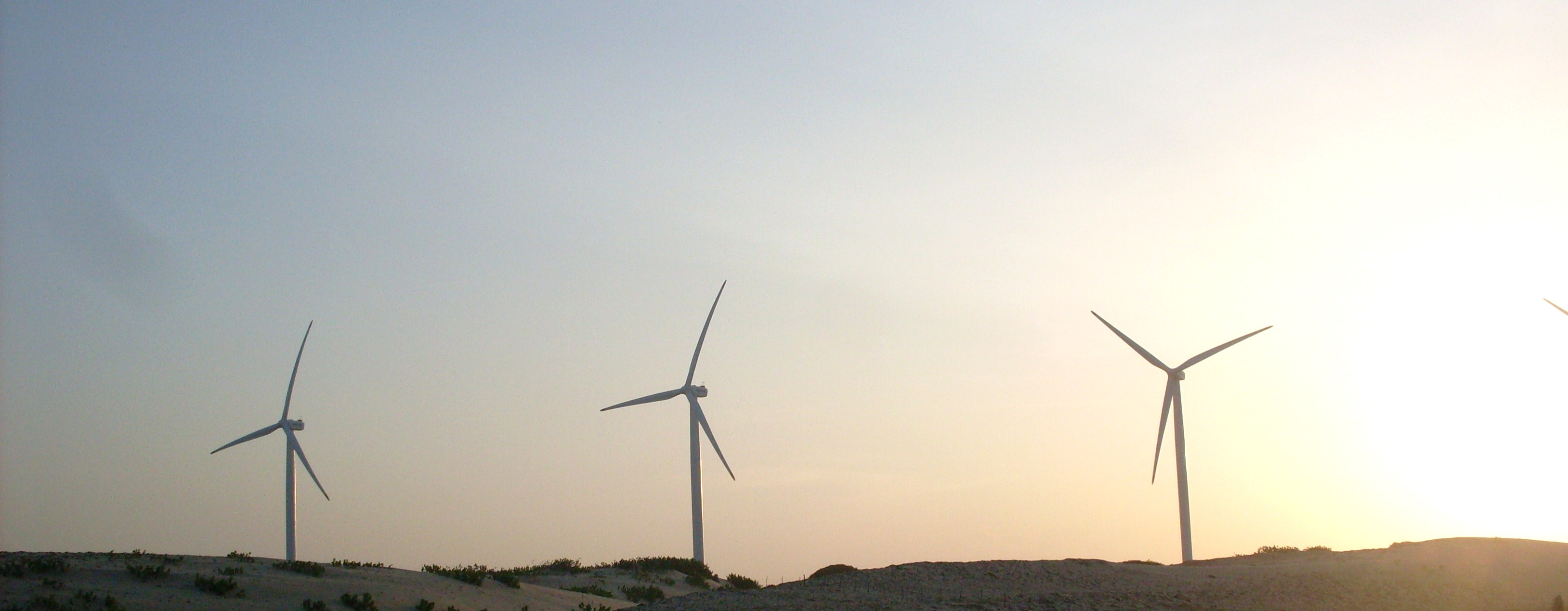
Parque eólico da Taíba

No início dos anos 1990, estudos feitos por uma parceria com a COELCE e a Empresa Alemã GTZ evidenciaram que o litoral cearense poderia ser aproveitado numa forma ambientalmente sustentável. Levantamentos mostraram que o litoral cearense apresenta ventos e condições climáticas favoráveis para a produção de energia eólica em larga escala. Assim, em 1999, entrou em operação a usina eólica da Taíba, primeira usina eólica do Ceará, com capacidade de 5 MW, dez aerogeradores de 44 m de altura e 500 kW instalados.